# Verlan

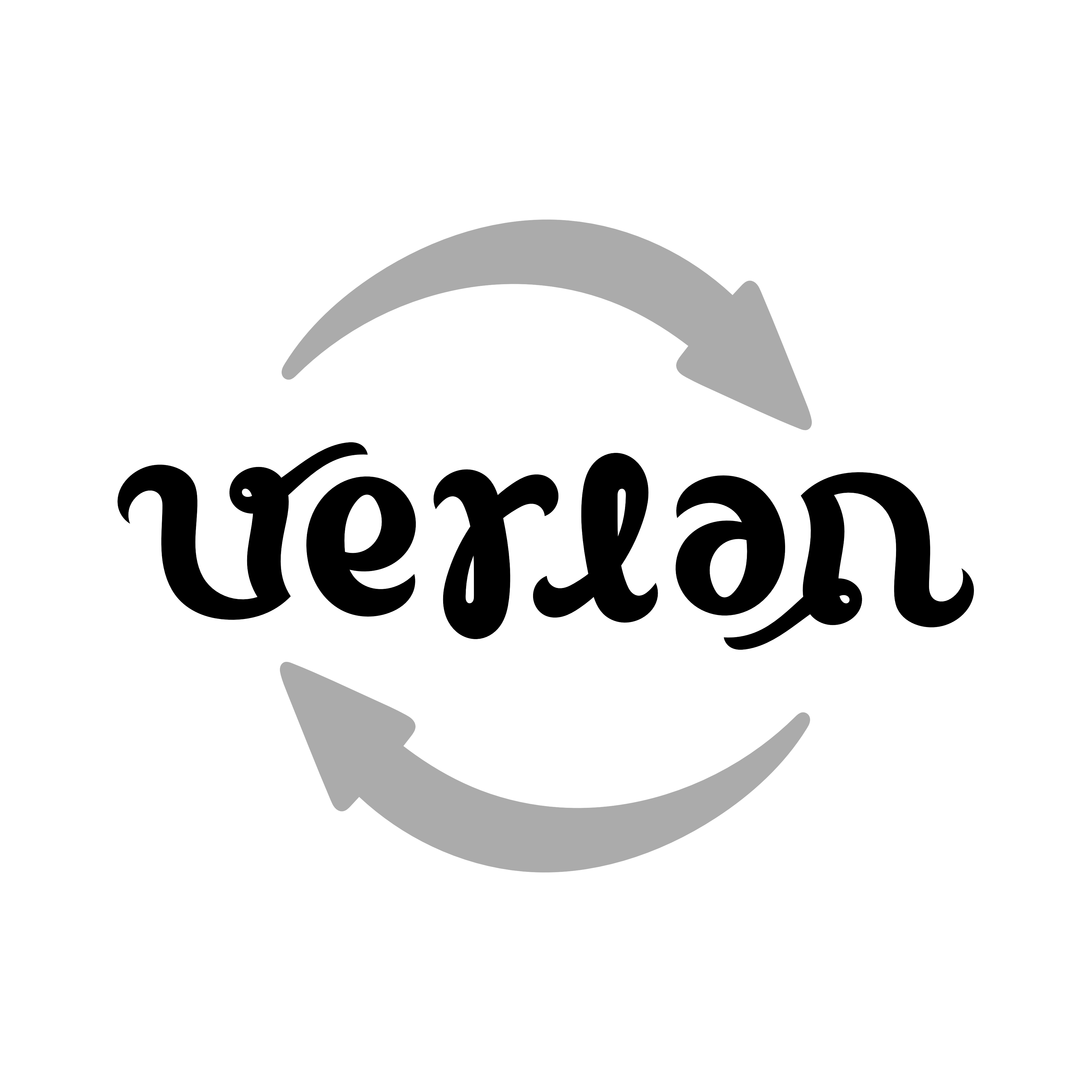
Ambigrama representant el verlan

El Verlan (pronunciació francesa: [vɛʁlɑ̃]) és un tipus d'argot de l'idioma francès (tot i que també s'ha copiat la tècnica en altres idiomes) amb inversió de síl·labes en una paraula, i és comú en l'argot i el llenguatge juvenil. Es basa en una llarga tradició francesa de transposar síl·labes de paraules individuals per crear paraules d'argot. :50 La mateixa paraula verlan és un exemple de verlan (que la converteix en una paraula autològica). Es deriva d’invertir els sons de les síl·labes a l'envers ([lɑ̃vɛʁ], "l'invers", s'utilitza freqüentment en el sentit de "endavant".

## Formació de paraules
Les paraules en verlan es formen canviant l’ordre en què es pronuncien les síl·labes de la paraula original. Per exemple, français[fʁɑ̃sɛ] esdevé céfran[sefʁɑ̃] .
ElVerlan generalment conserva la pronunciació de les síl·labes originals. Tanmateix, les paraules franceses que acaben en ⟨e⟩ muet (com ara femme[fam]) i paraules que acaben en consonant pronunciada (com flic[flik]) guanyar el so[œ] un cop invertit. A més, verlan sol deixar caure el so vocal final després d’invertir la paraula, de manera que femme i flic es converteixen en meuf ([mœf] - meufa en forma completa) i keuf ([kœf] - keufli en forma completa), respectivament.
L'estudi del verlan escrit és difícil, ja que es transmet principalment per via oral, sense una ortografia normalitzada. Tot i que alguns argumenten que les lletres s’han de retenir de la paraula original, en el cas de verlan, la majoria d’experts coincideixen que s’han d’escriure les paraules com a millor pronunciació aproximada. Per exemple, es prefereix verlan a versl'en. L’autor francès Auguste Le Breton utilitza nombrosos exemples de verlan, per exemple a Du rififi chez les hommes .
S’apliquen regles diferents per a les paraules d’una sola síl·laba i les paraules amb diverses síl·labes es poden planificar de més d’una manera. Per exemple, un cigarret pot produir garetsi o retsiga.

## Vocabulari
Algunes paraules verlan, com ara meuf, han esdevingut tan habituals que s’han inclòs al Petit Larousse. El propòsit de verlan és crear un llenguatge una mica secret que només els seus parlants puguin entendre. Les paraules que esdevenen dominants són contraproduents. Com a resultat, es tornen a revisar aquestes paraules tan freqüents: invertides una segona vegada.
Algunes paraules verlan, que ara estan ben incorporades a la llengua francesa comuna, han adquirit el seu propi significat, o almenys certes connotacions que han canviat el seu significat. Per exemple, la paraula meuf, que encara es pot utilitzar per referir-se a qualsevol dona, també fa referència a la xicota del parlant, quan s’utilitza en la forma possessiva (ma meuf → la meva noia); mentre que la paraula original femme es referiria a la dona del parlant quan s’utilitzava de la mateixa manera (ma femme → la meva dona). Aquestes paraules conserven un significat cultural des del moment en què van aparèixer en un llenguatge comú. Àmpliament estès a la segona meitat del segle xx, beur es refereix generalment a immigrants de primera generació del nord d’Àfrica a França. La re paraula rebeu en Verlan és molt més recent, i s'utilitza per a referir-se més bé als immigrants àrabs de segona generació a França, i la seva actitud social.
En teoria, qualsevol paraula es pot traduir al verlan, però només s'utilitzen algunes expressions en la parla quotidiana. Els verbs traduïts a verlan no es poden conjugar fàcilment. No existeix una gramàtica verlan, de manera que generalment els verbs s’utilitzen en infinitiu, participi passat o forma progressiva. Per exemple:
- Es diu J'étais en train de pécho une bebon[6] ("Estava colpejant un pollet calent"), però no je pécho [ais] .

A continuació, es mostren alguns exemples de paraules franceses que han estat verificades i el seu significat en català:
| Francès    | Verlan     | Català      |
| ---------- | ---------- | ----------- |
| bizarre    | zarbi      | estrany     |
| fais chier | fais ieche | fer enfadar |
| femme      | meuf       | dona        |
| flic       | keuf       | policia     |
| fou        | ouf        | boig        |
| français   | cefran     | francès     |
| Jobard     | barjot     | boig        |
| l'envers   | verlan     | al revés    |
| louche     | chelou     | ombrejat    |
| mec        | keum       | home        |
| mère       | reum       | mare        |
| père       | reup       | pare        |
| pourri     | ripou      | corrupte    |
| moi        | oim        | jo          |
| pas        | aps        | no          |

## Doble verlan
Verlanitzar paraules sovint porta a col·lació les paraules que són verlan d'un verlan. Se sol anomenar doble verlan o veul. Es pot conservar l'ordre de les consonants de la paraula original, però les vocals s'han canviat.

## El verlan a Catalunya
Als anys 80 es va posar de moda en certs entorns de Barcelona el conte de Tacirupeca al "verres":
| « | "Bataes Tacirupeca en el quebos y batacan: «en qui mete le bolo rozfe, rilatra, ralatra» y de topron en un docore, maclaex: Ñoco, el bolo! Y jodi el bolo: «dedon basi Tacirupeca?». Y dioponres Tacirupeca: «bai a saca de mi talibuea»." | » |

## Importància cultural
El Verlan és menys un llenguatge que una manera de separar certes paraules. Moltes paraules verlan es refereixen al sexe o a les drogues, relacionades amb el propòsit original de mantenir la comunicació secreta des de les institucions de control social. Verlan es limita generalment a una o dues paraules clau per frase. Les paraules i expressions de Verlan es barregen dins d’un llenguatge argotic més general.
El Verlan és utilitzat per persones per marcar la seva pertinença a un grup concret o l'exclusió d'un (en general, joves de les ciutats i banlieues, tot i que alguns joves de classe alta francesa també han començat a utilitzar-lo com a argot); és una eina per marcar i delimitar la identitat de grup. Els parlants poques vegades creen una paraula verlan sobre la marxa; més aviat, la seva habilitat per utilitzar i comprendre paraules d'un conjunt acceptat de termes verlan coneguts permet identificar-los com a part d'un grup que parla verlan. Lefkowitz afirma que els millors parlants de la llengua són sovint els pitjors estudiants, els que més necessiten amagar-se de l'autoritat. :61
Algunes paraules verlan han guanyat divisa general. Alguns exemples de verlan en corrents culturals inclouen la comèdia de 1984 Les Ripoux (El meu nou soci) (ripou és la paraula verlan per pourri, o podrit, i fa referència a un policia corrupte); i l'èxit de 1977 " Laisse béton " del cantant Renaud (béton és verlan per a Tomber i la frase significa "deixar-lo caure").
VEl erlan és popular com a forma d’expressió en el hip-hop francès. Els artistes afirmen que encaixa bé amb el mitjà musical perquè "la forma passa per sobre del fons".
El nom artístic de l’artista pop i compositor belga Stromae (nom real Paul Van Haver) és verlan per a maestro.
Voltaire, el nom de ploma de François-Marie Arouet, és possiblement una paraula verlan per a Airvault.

## Alguns llenguatges inversos
- Back slang
- Joc de llenguatge
- Louchébem
- Lunfardo, que té algunes paraules inverses
- Pig Latin
- Podaná
- Šatrovački (en serbocroat)
- Shelta
- Tougo (en japonès)
- Vesre (en castellà)